# 1-Wire
1-Wire (с англ. — «один провод») — двунаправленная шина связи для устройств с низкоскоростной передачей данных (обычно 15,4 Кбит/с, максимум 125 Кбит/с в режиме «overdrive»), в которой данные передаются по цепи питания (то есть всего используются два провода — один общий (GND), а второй — для питания и данных; в некоторых случаях используют и отдельный провод питания). Разработана компанией Dallas Semiconductor (с 2001 года — Maxim Integrated (англ.)) и является её зарегистрированной торговой маркой.
Соответственно, топология такой сети — общая шина. Сеть устройств 1-Wire со связанным основным устройством названа «MicroLan», это также торговая марка Dallas Semiconductor.
Обычно используется для того, чтобы связываться с недорогими простыми устройствами, такими, как, например, цифровые термометры и измерители параметров внешней среды.

## Достоинства
Достоинства:
- Для связи с устройством требуется лишь два провода: на данные и заземление. Интегральная схема включает конденсатор ёмкостью 800 пФ для питания от линии данных (так называемое паразитное питание).
- Большое расстояние передачи. Расстояние достигает 300 м при соблюдении ряда условий[1]:
  - применение кабеля типа «витая пара»;
  - использование специального драйвера сети (активная подтяжка с учётом тока в линии);
  - использование топологии «общая шина» с единым стволом (не свободная топология);
- Изменяемость конфигурации любой сети 1-Wire в процессе её работы.

## Реализация

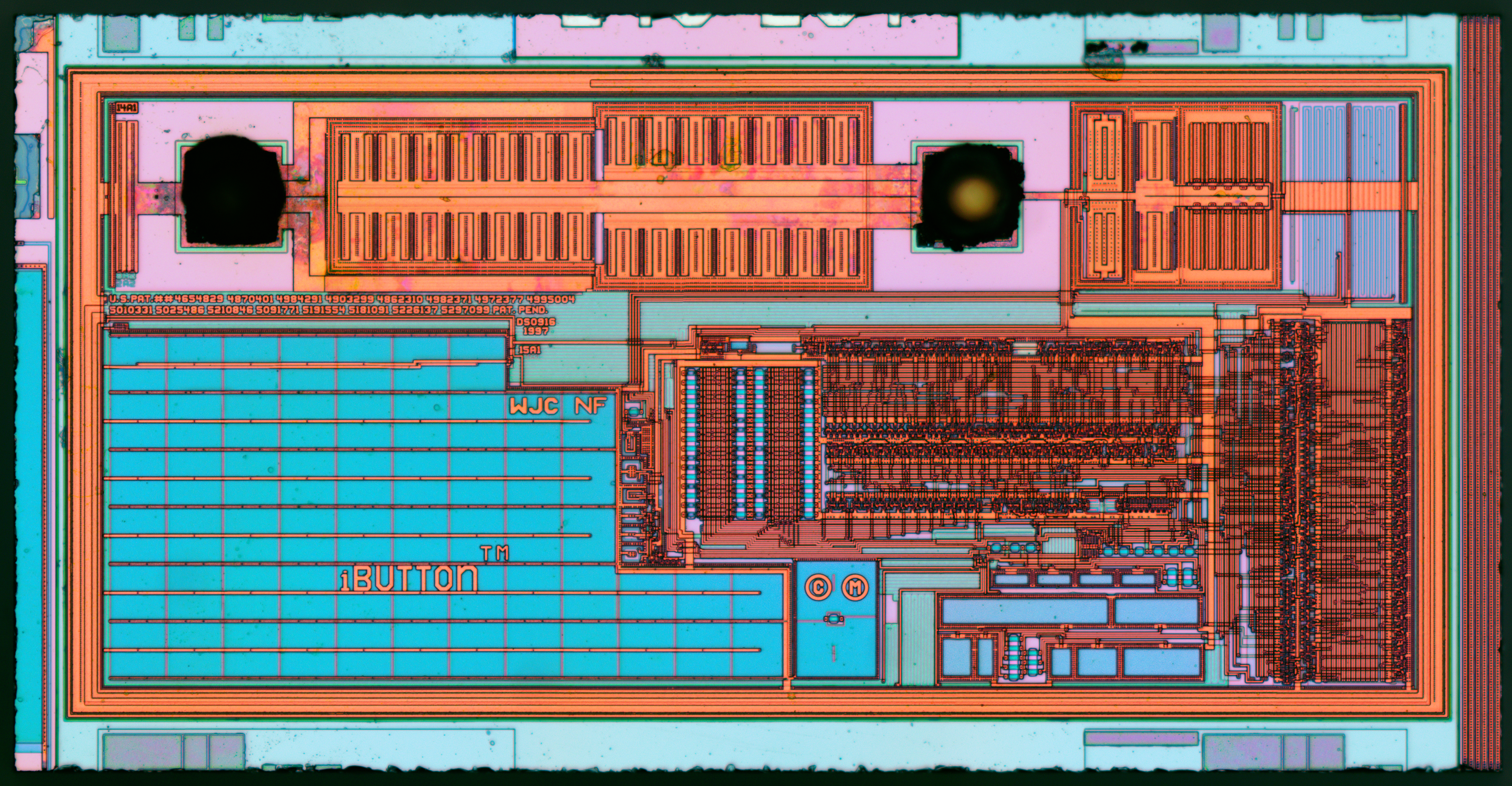
Топология микросхемы DS2401Z, работающей по 1-Wire (хранит уникальный идентификатор)

Устройство 1-Wire может находиться как на печатной плате вместе с устройством управления, так и отдельно. Иногда они предназначены лишь для поддержки устройств 1-Wire, но во многих коммерческих приложениях устройство 1-Wire — просто один из чипов, создающих нужное решение. Иногда они присутствуют, например, в аккумуляторных батареях ноутбуков и сотовых телефонов.
Некоторые лабораторные системы и другие системы сбора данных и управляющие системы подключают к устройствам 1-Wire, используя шнуры с модульными разъёмами или с кабелем CAT-5, с устройствами, установленными в разъём, включёнными в небольшую печатную плату, или присоединёнными к исследуемому объекту. В таких системах популярен разъём RJ11 (6P2C или модульные разъёмы 6P4C, обычно используемые для телефонов).
Системы датчиков и приводов могут быть связаны компонентами 1-Wire, каждый из которых включает в себя всё необходимое для функционирования шины 1-Wire. В качестве примера можно привести термометрию, таймеры, датчики напряжений и токов, контролирование батарей и память. Они могут быть подключены к ПК при помощи преобразователей шины. Последовательные интерфейсы USB, RS-232 и параллельный интерфейс (LPT) являются популярными решениями для соединения MicroLan с ПК. MicroLan также является интерфейсом для микроконтроллеров, таких, как Atmel AVR, Parallax BASIC Stamp и семейство Microchip PIC. Однако аппаратной поддержки этой шины микроконтроллеры (AVR, PIC и другие), как правило, не имеют, и работа с шиной реализуется программно, с использованием сторонних библиотек (вроде Arduino и других) либо программист, имея спецификацию, может разработать сам необходимую функциональность.

### iButton

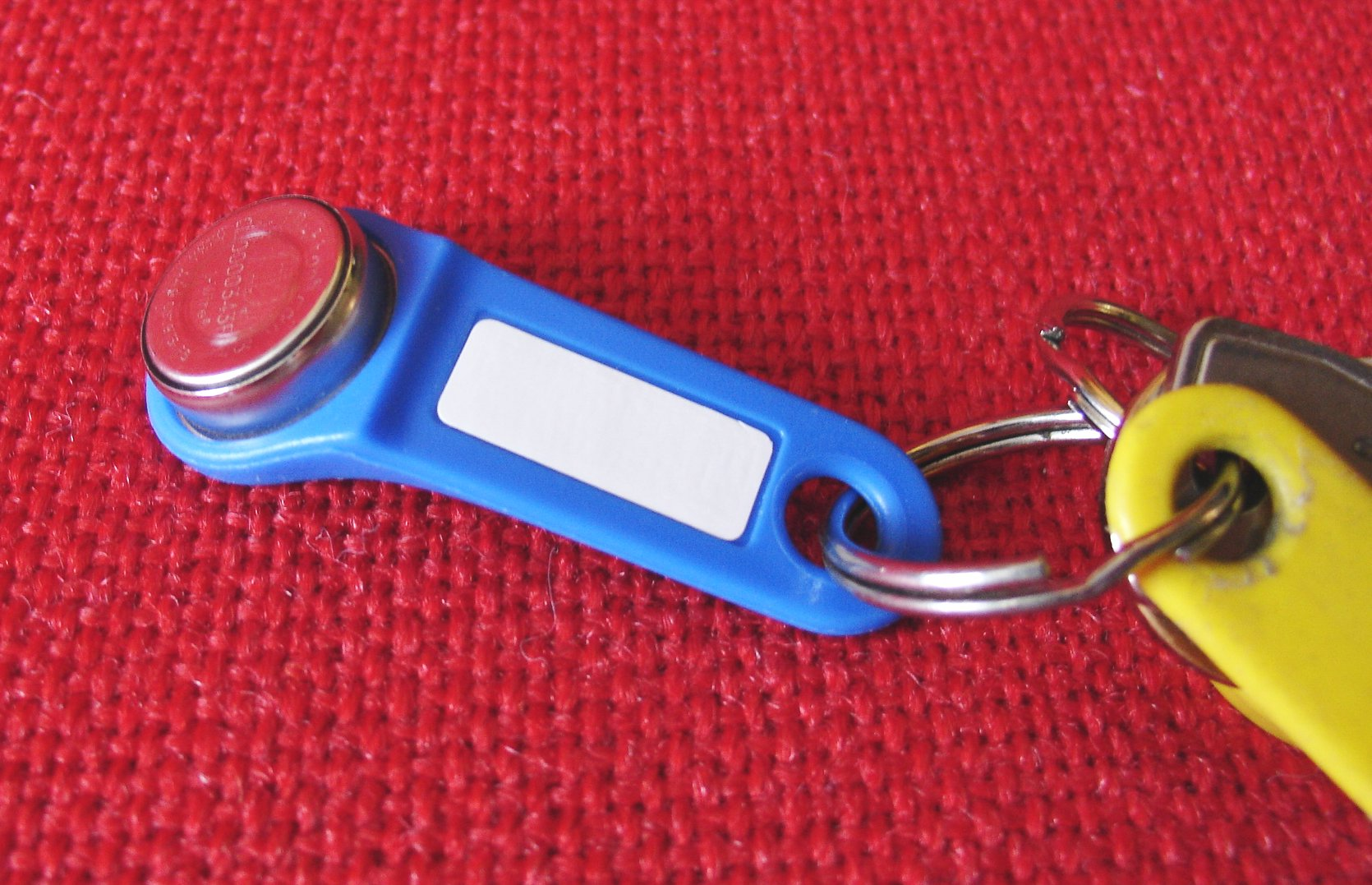
iButton на связке ключей

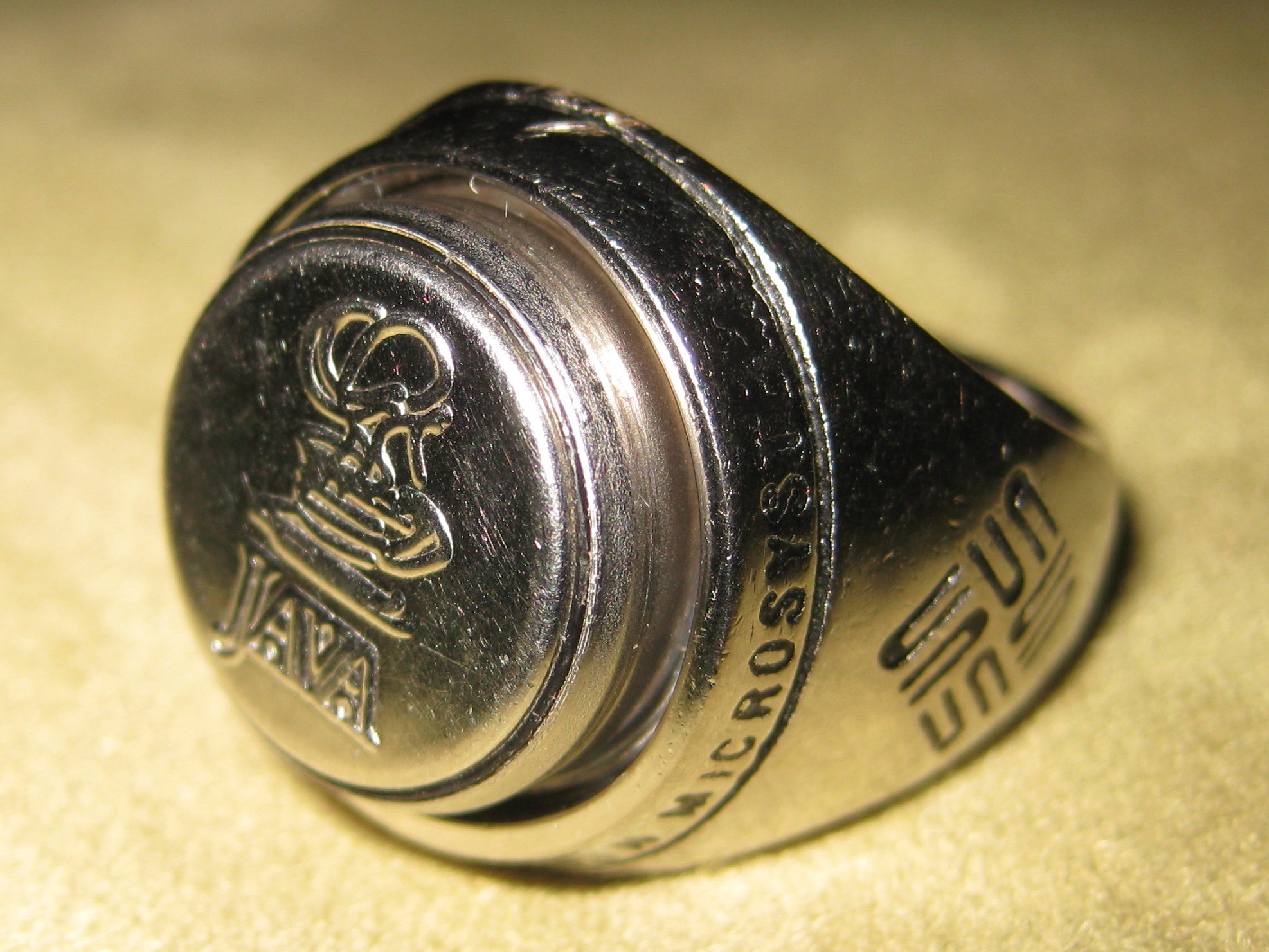
iButton на кольце

Некоторые устройства помещают в небольшие корпуса из нержавеющей стали (MicroCAN), внешне похожие на маленькие литиевые батарейки для часов или небольшие конденсаторы. Устройства в таких корпусах называются «iButton», в просторечии — «таблетки».
iButton (также известна под названиями «dallas key», «touch memory») — стандарт механической упаковки, в котором компонент 1-Wire размещается внутри небольшой «таблетки» из нержавеющей стали и подключается к системам шины 1-Wire посредством розеток с контактами, которые касаются «крышки» и «дна» таблетки. Связь может быть полупостоянной с другим типом разъёма; iButton легко вставляется в него и может быть легко удалён.

## Применение

### Идентификация личности

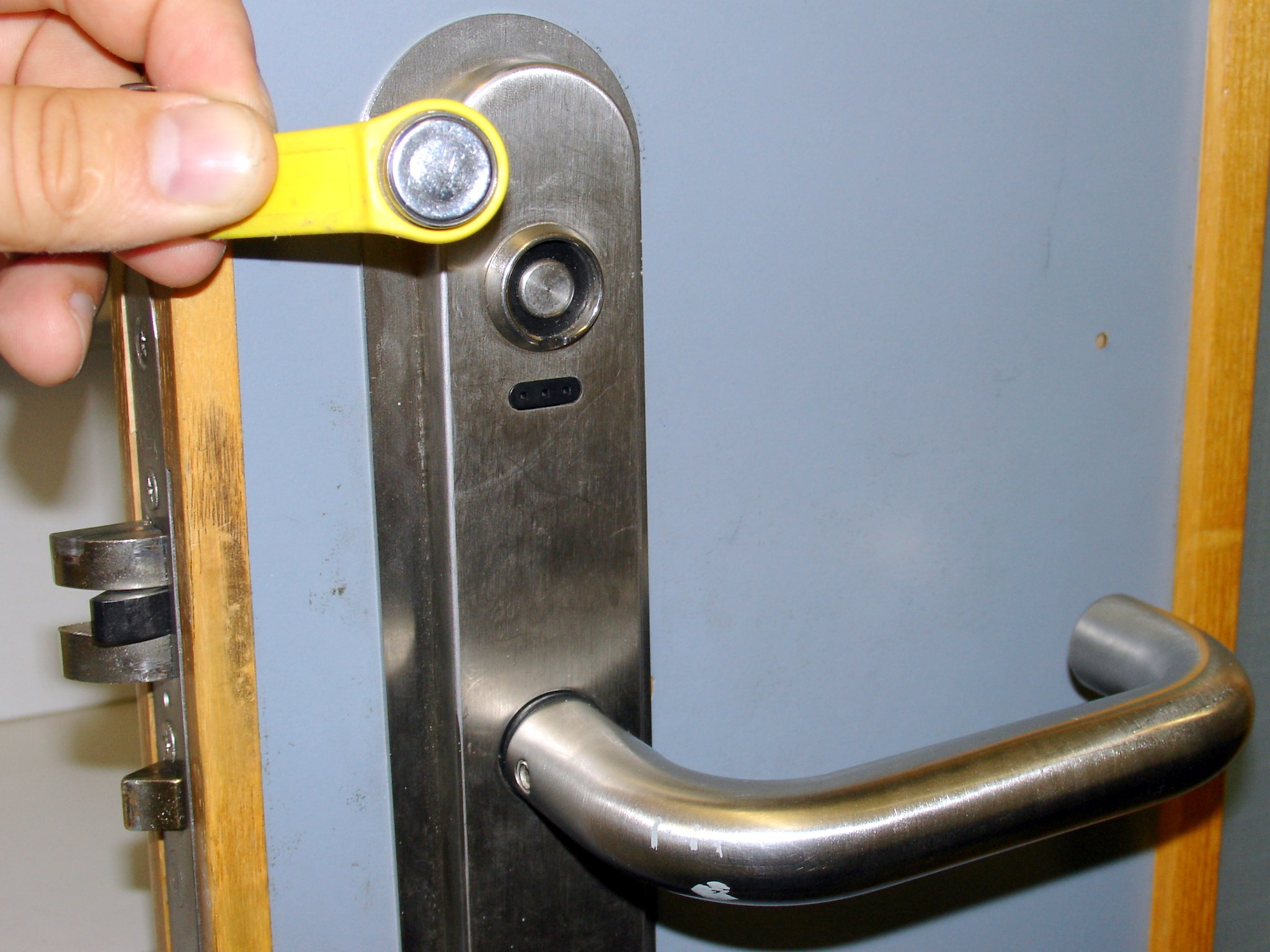
Замок и ключ, использующие технологию 1-Wire

Каждая микросхема 1-Wire имеет уникальный номер. Это позволяет использовать устройства iButton в качестве простых идентификаторов личности, например, в системах контроля и управления доступом (СКУД). В этом качестве они успешно конкурируют с бесконтактными карточками, использующими технологию RFID.
Имеются устройства iButton с поддержкой криптографии, что позволяет создавать на их основе защищённые хранилища небольших объёмов данных или средства сильной аутентификации. Такие устройства могут конкурировать со смарт-картами в некоторых применениях.

### Удалённые датчики физических величин
Устройства 1-Wire очень удобны для измерений. Не требуется отдельного питания, возможно подключить по одному проводу целую гирлянду разнообразных датчиков. Система таких датчиков легко контролируется на предмет аварий. Записи о калибровках могут храниться прямо в датчиках.
Измерение температуры — одно из самых массовых применений 1-Wire устройств. В сельском хозяйстве применяется для многоточечного контроля температуры в теплицах, ульях, элеваторах, инкубаторах, овощехранилищах. Популярны домашние метеостанции, подключаемые по этому интерфейсу.

### Маркировка оборудования
Микросхемы 1-Wire популярны для маркировки и хранения параметров дополнительного оборудования к установкам. Например, медицинские и лабораторные приборы, использующие в работе множество различных сменных головок и датчиков, снабжаются микросхемой. При подключении прибор сразу распознаёт сменную головку и корректно устанавливает режим работы. Аналогично может контролироваться наработка узлов с ограниченным ресурсом.

### Другие применения
Существуют решения iButton для охраны недвижимости, для систем обнаружения проникновения, другое использования. Есть также системы для доступа в менее очевидных областях безопасности. Например, iButton может быть использован для аутентификации пользователей компьютерных систем (аппаратный ключ в системах защиты информации) или в системе табельных часов.